# Forbidden Cargo
Forbidden Cargo é um filme de drama produzido nos Estados Unidos e lançado em 1925.